# 三硼化五铬
三硼化五铬是一种无机化合物，化学式为Cr5B3，它可由硼和铬按化学计量比高温反应制得。它也可以在硼还原三氧化二铬的反应中生成：
5 Cr2O3 + 16 B → 2 Cr5B3 + 5 B2O3
该反应同时会生成Cr2B、CrB、CrB2等产物。
它是一些化合物的晶体结构原型，属于Cr5B3结构的化合物有Ca5Ga3、Ca5Zn3、Eu5Ge3、Pr5Si3、Gd5CoSi2、Ca5Si3等。